# Ștefan Efros
Ștefan Efros (n. 8 mai 1990, Criuleni, raionul Criuleni, Republica Moldova) este un fotbalist moldovean, care joacă pe post de fundaș la Petrocub în Super Liga.

## Cariera
Ștefan Efros și-a început cariera fotbalistică la clubul local Izvoraș-67, unde și-a petrecut junioratul. Mai tîrziu acesta a mai jucat pentru cîteva cluburi din Divizia „A”: FC Beșiktaș Chișinău, Real Succes Chișinău și Milsami- Ursidos 2. 
El a semnat cu Speranța Nisporeni în anul 2013, și începînd cu 2017 este și căpitanul echipei.

## Palmares
Ștefan Efros a fost desemnat drept cel mai bun jucător  moldovean la fotbal pe plajă în anul 2012 , iar în anul 2013 și-a reprezentat țara la turneul 2013 Euro Beach Soccer League 

## Legături externe
- Ștefan Efros at Soccerway
- Ștefan Efros at Transfermarkt
- [nefuncțională – arhivă]
 Ștefan Efros at Prime.md
- Ștefan Efros at csfsperanta
- Ștefan Efros at sandugrecu.blogspot